# Manuel Jorge de Oliveira
Manuel Jorge Martins de Oliveira (Azambuja, 23 de fevereiro de 1959 ) é um cavaleiro tauromáquico português.
Estreou-se em público na Praça de Toiros de Azambuja, em 1969
, e tomou a alternativa de cavaleiro tauromáquico na Monumental do Campo Pequeno, a 2 de junho de 1977, numa corrida da Associação de Comandos de Portugal, em que teve como padrinho José João Zoio, e como testemunhas Luís Miguel da Veiga, José Luís Sommer de Andrade, Gustavo Zenkl e João Moura. Em 1979 debutou em Espanha, atuando na Real Maestranza de Caballería, em Sevilha e, na mesma temporada, triunfou na sua apresentação em Las Ventas, Madrid, por ocasião da Feira de Santo Isidro. Atuou também em França . Numa corrida inédita, encerrou-se com seis toiros na praça de toiros da Azambuja, a 29 de maio de 1988, lidando quatro toiros a cavalo e dois a pé, todos pertencentes à extinta ganadaria do Bodial da Rainha. Atuou pela última vez em público a 21 de Junho de 2013, na praça de toiros do Cartaxo . 